# Episodi di Squidbillies (seconda stagione)
La seconda stagione della serie animata Squidbillies, composta da 14 episodi, è stata trasmessa negli Stati Uniti, da Adult Swim, dal 17 settembre 2006 al 7 gennaio 2007.
Durante la stagione vengono introdotti alcuni personaggi ricorrenti come Deputy Denny, Dott. Cock, Squid Satan e il giudice di Dougal County.
In Italia la stagione è inedita.
| nº | Titolo originale                | Prima TV USA      |
| -- | ------------------------------- | ----------------- |
| 1  | Government Brain Voodoo Trouble | 17 settembre 2006 |
| 2  | Butt Trouble                    | 24 settembre 2006 |
| 3  | Double Truckin' the Tricky Two  | 1º ottobre 2006   |
| 4  | Swayze Crazy                    | 8 ottobre 2006    |
| 5  | Giant Foam Dickhat Trouble      | 15 ottobre 2006   |
| 6  | Meth O.D. to My Madness         | 22 ottobre 2006   |
| 7  | The Tiniest Princess            | 5 novembre 2006   |
| 8  | Asses to Ashes, Sluts to Dust   | 12 novembre 2006  |
| 9  | Bubba Trubba                    | 19 novembre 2006  |
| 10 | Burned and Reburned Again       | 26 novembre 2006  |
| 11 | Terminus Trouble                | 3 dicembre 2006   |
| 12 | Survival of the Dumbest         | 10 dicembre 2006  |
| 13 | A Sober Sunday                  | 17 dicembre 2006  |
| 14 | Rebel with a Claus              | 7 gennaio 2007    |

## Government Brain Voodoo Trouble
- Diretto da: Jim Fortier e Dave Willis (non accreditati)
- Scritto da: Jim Fortier e Dave Willis

### Trama
Al portico della casa Early Cuyler, mentre lega Rusty, incontra lo sceriffo infuriato che chiede di sapere se è stato lui a rubare la tubatura dalla sua casa. Early, ricordandosi dell'accaduto si scusa fino a quando si scopre che lui stava tentando semplicemente di vendere dei tubi. Lo sceriffo, stanco di dover arrestare Early ogni volta che lo incontra, propone di farlo vedere da un terapeuta, piuttosto che affrontare di nuovo la prigione. Lo sceriffo, dopo essersi aperto con il terapeuta, si fa convincere da lui per cambiare, insieme a Early, vita per un giorno. Questo, tuttavia, termina in fallimento quando Early si comporta in modo abusivo nel suo nuovo ruolo di sceriffo. Il terapeuta tenta un'altra volta di risolvere la loro discussione, questa volta facendo in modo che Early e lo sceriffo urlino il loro sentimento su una montagna. Questo aiuta lo sceriffo a sfogare le sue aggressioni, ma ci vuole quasi un giorno intero per farlo.
Il terapeuta rivela di essere in realtà uno stupratore. Early e lo sceriffo non sono molto preoccupati della rivelazione ma decidono comunque di andarsene. Tuttavia la loro esperienza si rivelò inutile visto che Early continua a rubare i tubi dalla stazione di polizia. Lo sceriffo, rendendosi conto che non c'era modo di far cambiare Early, afferma che non gliene importa più niente di lui. Early, visto la perdita del suo amico, se ne va e fa esplodere l'ufficio dello sceriffo.
- Guest star: Jonathan Katz (terapeuta)
- Altri interpreti: Billie Reaves (Madre dello Sceriffo).
- Note: Durante il corso dell'episodio si fanno vari riferimenti a Dr. Katz, Professional Therapist.

## Butt Trouble
- Diretto da: Jim Fortier e Dave Willis (non accreditati)
- Scritto da: Jim Fortier e Dave Willis

### Trama
Rusty inizia a deporre delle uova con il disappunto di Early. Dopo aver depositato molte uova, lo sceriffo avvisa Early riguardo al parto e Early pensa che Rusty sia un presidente gay. Nel frattempo, lui e Rusty vanno a caccia di cervi. Alla fine le uova di Rusty si schiudono ed escono dei calamari vampiro.

## Double Truckin' the Tricky Two
- Diretto da: Jim Fortier e Dave Willis (non accreditati)
- Scritto da: Jim Fortier e Dave Willis

### Trama
Quando lo stato indaga sulla lotteria palesemente truccata di Dan Halen, Halen pianta il prossimo sorteggio in modo che qualcun altro (Early) vinca, solo per rivelare la natura raccapricciante del premio.
- Altri interpreti: Fred Armisen (Squid Jesus), Bruce Martin (voce al microfono), Jim Fortier (Squid Satan).

## Swayze Crazy
- Diretto da: Jim Fortier e Dave Willis (non accreditati)
- Scritto da: Jim Fortier e Dave Willis

### Trama
Un uomo che dice di essere Patrick Swayze visita Dougal County.
- Altri interpreti: Shawn Coleman (se stesso), Brooks Braselman (impostore), Merrill Hagan (moglie di Patrick Swayze).
- Note: Durante il corso dell'episodio si fanno vari riferimenti ai film di Patrick Swayze come Il duro del Road House, Ghost - Fantasma e Point Break - Punto di rottura.

## Giant Foam Dickhat Trouble
- Diretto da: Jim Fortier e Dave Willis (non accreditati)
- Scritto da: Jim Fortier e Dave Willis (non accreditati)

### Trama
Early indossa il suo "cappello da feste" in chiesa, sconvolgendo il prete e Dio. Un incidente lo fa diventare un fondamentalista cristiano.
- Altri interpreti: Fred Armisen (Squid Jesus).

## Meth O.D. to My Madness
- Diretto da: Jim Fortier e Dave Willis (non accreditati)
- Scritto da: Jim Fortier e Dave Willis

### Trama
Early compra un terreno e cerca di farci soldi, oltre a mettere un banco da lavoro per Lil per la preparazione della metanfetamina. 

## The Tiniest Princess
- Diretto da: Jim Fortier e Dave Willis (non accreditati)
- Scritto da: Jim Fortier e Dave Willis

### Trama
Durante la notte di Halloween, la famiglia Cuyler cerca di affrontare i mostri locali.
- Altri interpreti: Shawn Coleman (Hellish Jay), Jon Wurster (Skyler).

## Asses to Ashes, Sluts to Dust
- Diretto da: Jim Fortier e Dave Willis (non accreditati)
- Scritto da: Jim Fortier e Dave Willis

### Trama
Granny è ricoverata in ospedale e ha bisogno di un'operazione chirurgica che la famiglia non può permettersi.
- Altri interpreti: Brendon Small (dottore), Todd Barry (Dott. Bug), Fred Armisen (Squid Jesus)

## Bubba Trubba
- Diretto da: Jim Fortier e Dave Willis (non accreditati)
- Scritto da: Jim Fortier e Dave Willis

### Trama
Il comico L'idraulico Bubba (parodia di Larry the Cable Guy) fa uno spettacolo in città.
- Guest star: Gregory Alan Williams (alieno anziano).
- Altri interpreti: Melissa Warrenburg (Donna).

## Burned and Reburned Again
- Diretto da: Jim Fortier e Dave Willis (non accreditati)
- Scritto da: Jim Fortier e Dave Willis

### Trama
Early e Krystal cercano di riconciliarsi dopo che lei lo ha tradito con i membri dei 38 Special.
- Guest star: Don Barnes (se stesso), Danny Chauncey (se stesso) Larry Junstrom (se stesso).

## Terminus Trouble
- Diretto da: Jim Fortier e Dave Willis (non accreditati)
- Scritto da: Jim Fortier e Dave Willis

### Trama
Early, Rusty e lo sceriffo visitano Atlanta, tuttavia Early viene arrestato.
- Altri interpreti: Mike Schatz (consolatore), Ned Hastings (giudice).
- Note: Il frullato, le polpette e il pacco di patatine sul vassoio dello sceriffo sono un riferimento ai tre protagonisti Frullo, Fritto e Polpetta di Aqua Teen Hunger Force.

## Survival of the Dumbest
- Diretto da: Jim Fortier e Dave Willis (non accreditati)
- Scritto da: Jim Fortier e Dave Willis

### Trama
Un altro calamaro induce Rusty a mettere in discussione il concetto di vita.
- Guest star: Patton Oswalt (calamaro gigante)
- Altri interpreti: Fred Armisen (Squid Jesus).

## A Sober Sunday
- Diretto da: Jim Fortier e Dave Willis (non accreditati)
- Scritto da: Jim Fortier e Dave Willis

### Trama
Dan Halen introduce il Referendum 421 per ribaltare le leggi che vietano le vendite di liquori la domenica.
- Altri interpreti: Lauren Vaughan.

## Rebel with a Claus

Early mentre tortura Babbo Natale e le sue renne

- Diretto da: Jim Fortier e Dave Willis (non accreditati)
- Scritto da: Jim Fortier e Dave Willis

### Trama
La notte di Natale, Early e suo figlio Rusty intrappolano Babbo Natale e uccidono le sue renne. Early tortura Babbo Natale, chiedendogli di fargli ricevere il miglior regalo di Natale di sempre: il cuore ancora pulsante di Jeff Gordon. Gli elfi di Babbo Natale tentano numerosi sforzi per liberare Babbo Natale, tuttavia ogni volta vengono sbranati a morte. Lo Sceriffo decide di fermarsi alla casa dei Cuyler per vedere se Early ha visto qualcosa di sospetto, tuttavia viene facilmente distratto dal sapore della carne di renna. Quando due elfi cercano di offrirgli Cobb Johnson in sostituzione, Early rifiuta e gli elfi si arrendono, decidendo di lavorare per Johnson. Early lascia che Babbo Natale muoia sul ciglio della strada. Mentre lo Sceriffo inizia a capire che Early potrebbe essere coinvolto con la scomparsa di Babbo Natale, ancora una volta è distratto dal sapore della carne di Rudolph.
- Altri interpreti: Ned Hastings (se stesso), Thom Foolery, Merrill Hagan, Phil Samson, Shawn Coleman, Jim Fortier (elfi).